# Zbyněk Hubač
Zbyněk Hubač (* 1. September 1940 in Trutnov) ist ein ehemaliger tschechoslowakischer Skispringer.
Hubač startete ab 1961 bei der Vierschanzentournee. Bei den Olympischen Winterspielen 1964 in Innsbruck sprang er von der Normalschanze auf den 30. und von der Großschanze auf den 19. Platz. Bei der Vierschanzentournee 1967/68 gelang ihm in Partenkirchen mit dem siebenten Platz der Sprung unter die besten zehn. Diese Platzierung erreichte er bereits ein Jahr zuvor in Bischofshofen. 1968 erreichte Hubač in Bischofshofen mit dem 3. Platz erstmals eine Position auf dem Podest. In der Gesamtwertung erreichte er damit den fünften Platz. Bei den Olympischen Winterspielen 1968 in Grenoble sprang er von der Normalschanze auf den 19. und von der Großschanze auf den 25. Platz. Zur Vierschanzentournee 1968/69 konnte er seine Leistungen weiter steigern und erreichte am Ende den dritten Platz in der Gesamtwertung. Am 3. Januar 1971 konnte er in Innsbruck zum ersten und einzigen Mal in seiner Karriere ein Springen bei der Vierschanzentournee gewinnen. Nach weiteren guten Platzierungen erreichte er am Ende erneut den dritten Platz in der Gesamtwertung. 1972 startete Hubač zu seinen dritten Olympischen Winterspielen in Sapporo. Im Einzelspringen von der Normalschanze kam er am Ende punktgleich mit Frithjof Prydz und Rolf Nordgren auf den elften Platz. Von der Großschanze erreichte er Platz 15. Mit seiner erfolglosen Teilnahme an der Vierschanzentournee 1972/73 beendete er seine aktive Skisprungkarriere.
Nach seiner aktiven Karriere wurde er Trainer bei seinem Heimatverein TJ Dukla Liberec.